# Star + One!
Star + One (スタプラ！?, Suta Pura!) è un videogioco giapponese per Android annunciato il 10 maggio 2012. Il gioco, creato da Toei Animation e Colopl, è sviluppato da SeedC; il direttore è Yukihiko Nakao, mentre il character design è di Toshie Kawamura.

## Trama
Il giocatore deve allenare idol le studentesse dell'Istituto Seika per farle diventare delle stelle della musica.

## Personaggi
Erisu Mashiro (真白エリス?, Mashiro Erisu)
Ha 16 anni e le piace mangiare. È una ragazza allegra e positiva; fa parte delle Etoile.
Doppiata da Ayano Yamamoto.
Kotone Umikamone (海鴎琴寝?, Umikamone Kotone)
Ha 15 anni e il suo hobby è leggere fumetti; fa parte delle Etoile.
Doppiata da Yuka Iguchi.
Noemi Kashiwagi (柏木ノエミ?, Kashiwagi Noemi)
Ha 17 anni e le piace ascoltare la musica. Silenziosa e inespressiva, è indifferente a tutto; fa parte delle Etoile.
Doppiata da Yuka Saitō.
Maya Shinomori (篠之森真夜?, Shinomori Maya)
Ha 17 anni e il suo hobby è giocare ai videogiochi. Molto timida, fa parte delle Altair.
Doppiata da Mariko Honda.
Yuria Kano (叶ゆりあ?, Kanō Yuria)
Ha 22 anni e il suo hobby è praticare hot yoga. Cortese e gentile, sorride sempre; è cresciuta come una principessa. Fa parte delle Altair.
Doppiata da Shiori Mikami.
Ririko Sakata (坂田凛々子?, Sakata Ririko)
Ha 18 anni ed è una ragazza spensierata e un po' goffa che ama parlare. Fa parte delle Altair.
Doppiata da Momoko Matsui.
Kanon Uduki (卯月花音?, Uduki Kanon)
Ha 13 anni e si trasferisce all'Istituto Seika da un'altra scuola grazie a una borsa di studio. Fa parte delle Spica e il padre è un influente politico che la trascura.
Doppiata da Minami Takahashi.
Ayane Oribe (織部あやね?, Oribe Ayane)
Ha 17 anni e si trasferisce all'Istituto Seika grazie a una borsa di studio. È molto popolare ed è sempre circondata dal suo entourage: per questo motivo non conosce molto bene la vita vera. Ha un eccezionale carisma, è molto attenta alla moda e fa parte delle Spica.
Doppiata da Rumi Ōkubo.
Falsetto ver.1.0 (ファルセットver.1.0?, Farusetto ver.1.0)
È una ragazza androide dai lunghi capelli verdi ed entra nelle Spica.
Doppiata da Kazusa Aranami.
Tomoe Haruno (春野十萌?, Haruno Tomoe)
È una ragazza timida e fa l'impiegata alla scuola. Si traveste da orso.
Doppiata da Erika.
Koki Uwabo (上保光貴?, Uwabo Kōki)
Rivale del giocatore, appare come silhouette nera.

## Altri media
Il 27 giugno 2012 è uscito il CD Kanjite My☆Song (感じてマイ☆ソング?, Kanjite Mai☆Songu, lett. Ascolta la mia canzone) in tre versioni, ciascuna per ognuna delle protagoniste.
Il manga, disegnato da Kotarō Yoino, è serializzato sulla rivista Megami Magazine da gennaio 2013 con il titolo Star + One! Next Generation♪ (スタプラ！NG♪?, Sutapura! NG♪): il primo tankobon (ISBN 978-4056071139) è stato pubblicato il 12 luglio 2013, mentre il secondo il 28 gennaio 2014 (ISBN 978-4056071184).
Uno show radiofonico online su Animate.tv ha cominciato a essere trasmesso il 15 giugno 2012.